# Марк Гарно
 Жозеф Жан-П'єр Марк Гарно (фр. Joseph Jean-Pierre Marc Garneau; 23 лютого 1949, Квебек — 4 червня 2025) — канадський інженер, політик і колишній астронавт. Член Ліберальної партії Канади. Міністр закордонних справ Канади з 12 січня до 26 жовтня 2021 року.
Ґарно став першим канадцем в космосі: брав участь у трьох космічних польотах на борту космічних шаттлів НАСА. З 2001 до 2006 року очолював Канадське аерокосмічне агентство. 2006 року розпочав політичну кар'єру, взявши участь як кандидат від Ліберальної партії Канади на виборах до Палати громад Канади.

## Освіта
Марк Гарно має ступінь бакалавра наук з технічної фізики (1970) з Королівського військового коледжу Канади, і докторський ступінь з електротехніки (1973) Імперського коледжу науки й технології в Лондоні. З 1982 до 1983 року навчався в Командно-штабному коледжі Канадської армії в Торонто.

## Астронавт

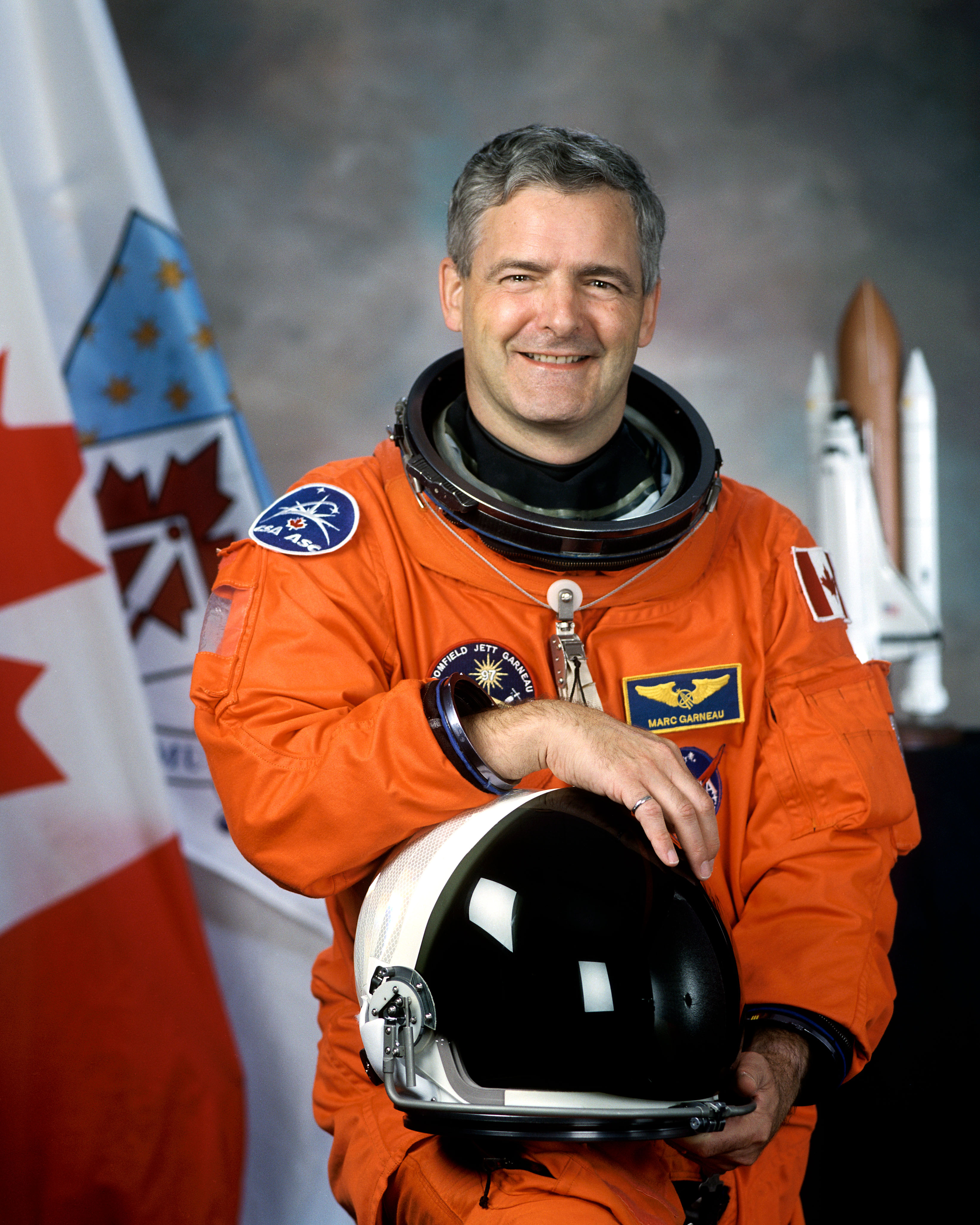
Марк Гарно, STS-97, 2000 року

1984 року Марка направили взяти участь у програмі «Канадський астронавт» (англ. Canadian Astronaut Program): його відібрали серед 4000 кандидатів на одного із семи майбутніх канадських астронавтів. Він відправився в перший політ на шатлі «Челленджер» за програмою STS-41-G як спеціаліст з корисного навантаження. Політ тривав з 5 до 13 жовтня 1984.
Брав участь у другому польоті «STS-77» з 19 до 29 травня 1996, знову був фахівцем з корисного навантаження; третій політ «STS-97» — 30 листопада 2000 як фахівець польоту. До часу відходу у лютому 2001 року Марка із загону астронавтів, загальна тривалість польотів становила 29 діб 2 години 00 хвилин 15 секунд.
Відійшовши із загону, Марк обійняв посаду виконавчого віцепрезидента КАА; у листопаді 2001 став його президентом. У серпні 2003 астронавт удостоєний найвищої нагороди Канади: він став компаньйоном Ордена Канади. Очолював КАА до кінця 2005 року, коли й розпочав свою політичну кар'єру

## Смерть
Помер 4 червня 2025 року у віці 76 років.